# Liste von Klöstern in Tschechien
Diese Liste führt Klöster in Tschechien auf.
- Kloster Chlum sv. Máří (St. Maria Kulm) – Okres Sokolov
- Kloster und Schloss Doksany – Okres Litoměřice
- Kloster Frántal (Frauenthal) – Okres Havlíčkův Brod
- Kloster Chotěšov   – Okres Plzeň-jih
- Kloster Hájek – Okres Praha-západ
- Kloster Kladruby – Okres Tachov
- Kloster Klášter – Okres Tábor
- Kloster Hradisko – Okres Olomouc
- Kloster Klokoty – Okres Tábor
- Kloster Křtiny – Okres Blansko
- Kloster Křemešník – Okres Pelhřimov
- Burg und Kloster Kuklov – Okres Český Krumlov
- Kloster Lomec – Okres Strakonice
- Kloster Osek – Okres Teplice
- Kloster Plasy – Okres Plzeň-sever
- Kloster Předklášteří – Okres Brno-venkov
- Kloster Rosa Coeli – Okres Brno-venkov
- Kloster Římov – Okres České Budějovice
- Kloster Sázava – Okres Kutná Hora
- Kloster Svatá Hora – Okres Příbram
- Kloster Teplá – Okres Karlovy Vary
- Kloster Třebíč – Okres Třebíč
- Kloster Velehrad – Okres Uherské Hradiště
- Kloster Vyšší Brod – Okres Český Krumlov
- Kloster Zlatá Koruna – Okres Český Krumlov